# Воткинс Глен (Њујорк)
Воткинс Глен (енгл. Watkins Glen) град је у америчкој савезној држави Њујорк.

## Демографија
По попису из 2010. године број становника је 1.859, што је 290 (-13,5%) становника мање него 2000. године.
| Група             | 2000.         | 2010.         |
| Белци             | 2.081 (96,8%) | 1.776 (95,5%) |
| Афроамериканци    | 6 (0,3%)      | 10 (0,5%)     |
| Азијати           | 13 (0,6%)     | 9 (0,5%)      |
| Хиспаноамериканци | 28 (1,3%)     | 26 (1,4%)     |
| Укупно            | 2.149         | 1.859         |